# Dictyonota fuliginosa
Dictyonota fuliginosa är en insektsart som beskrevs av Costa 1853. Dictyonota fuliginosa ingår i släktet Dictyonota och familjen nätskinnbaggar. Inga underarter finns listade i Catalogue of Life.